# Tour du Limousin 2017
Il Tour du Limousin 2017, cinquantesima edizione della corsa, si svolse dal 15 al 18 agosto 2017 su un percorso di 707 km ripartiti in 4 tappe, con partenza da Panazol e arrivo a Limoges. Fu vinto dal francese Alexis Vuillermoz della Ag2r-La Mondiale davanti al suo connazionale Elie Gesbert e all'italiano Francesco Gavazzi.

## Tappe
| Tappa  | Data      | Percorso                               | km    | Vincitore di tappa | Leader cl. generale |
| ------ | --------- | -------------------------------------- | ----- | ------------------ | ------------------- |
| 1ª     | 15 agosto | Panazol > Rochechouart                 | 168   | Elie Gesbert       | Elie Gesbert        |
| 2ª     | 16 agosto | Fursac > Le Maupuy Les Monts de Guéret | 185,8 | Alexis Vuillermoz  | Elie Gesbert        |
| 3ª     | 17 agosto | Saint-Pantaléon-de-Larche > Chaumeil   | 184,7 | Cyril Gautier      | Elie Gesbert        |
| 4ª     | 18 agosto | Saint-Junien > Limoges                 | 168,9 | Guillaume Martin   | Alexis Vuillermoz   |
| Totale | Totale    | Totale                                 | 707   |                    |                     |

## Dettagli delle tappe

### 1ª tappa
- 15 agosto: Panazol > Rochechouart – 168 km

| Pos. | Corridore            | Squadra  | Tempo    |
| ---- | -------------------- | -------- | -------- |
| 1    | Elie Gesbert         | Fortuneo | 3h54'42" |
| 2    | Flavien Dassonville  | HP BTP   | a 8"     |
| 3    | Mathieu van der Poel | Beobank  | a 18"    |

| Pos. | Corridore            | Squadra  | Tempo    |
| ---- | -------------------- | -------- | -------- |
| 1    | Elie Gesbert         | Fortuneo | 3h54'26" |
| 2    | Flavien Dassonville  | HP BTP   | a 14"    |
| 3    | Mathieu van der Poel | Beobank  | a 30"    |

### 2ª tappa
- 16 agosto: Fursac > Le Maupuy Les Monts de Guéret – 185,8 km

| Pos. | Corridore         | Squadra    | Tempo    |
| ---- | ----------------- | ---------- | -------- |
| 1    | Alexis Vuillermoz | AG2R       | 4h39'51" |
| 2    | Francesco Gavazzi | Androni    | a 8"     |
| 3    | Eduard Prades     | Caja Rural | s.t.     |

| Pos. | Corridore         | Squadra  | Tempo    |
| ---- | ----------------- | -------- | -------- |
| 1    | Elie Gesbert      | Fortuneo | 8h34'34" |
| 2    | Alexis Vuillermoz | AG2R     | a 4"     |
| 3    | Francesco Gavazzi | Androni  | a 19"    |

### 3ª tappa
- 17 agosto: Saint-Pantaléon-de-Larche > Chaumeil – 184,7 km

| Pos. | Corridore     | Squadra | Tempo    |
| ---- | ------------- | ------- | -------- |
| 1    | Cyril Gautier | AG2R    | 4h45'06" |
| 2    | Thomas Degand | Wanty   | s.t.     |
| 3    | Nicolas Edet  | Cofidis | a 2"     |

| Pos. | Corridore         | Squadra  | Tempo     |
| ---- | ----------------- | -------- | --------- |
| 1    | Elie Gesbert      | Fortuneo | 13h20'58" |
| 2    | Alexis Vuillermoz | AG2R     | a 4"      |
| 3    | Francesco Gavazzi | Androni  | a 19"     |

### 4ª tappa
- 18 agosto: Saint-Junien > Limoges – 168,9 km

| Pos. | Corridore            | Squadra | Tempo    |
| ---- | -------------------- | ------- | -------- |
| 1    | Guillaume Martin     | Wanty   | 4h05'25" |
| 2    | Jérôme Baugnies      | Wanty   | s.t.     |
| 3    | Mathieu van der Poel | Beobank | a 19"    |

| Pos. | Corridore         | Squadra  | Tempo     |
| ---- | ----------------- | -------- | --------- |
| 1    | Alexis Vuillermoz | AG2R     | 17h26'42" |
| 2    | Elie Gesbert      | Fortuneo | s.t.      |
| 3    | Francesco Gavazzi | Androni  | a 19"     |

## Classifiche finali

### Classifica generale
| Pos. | Corridore         | Squadra    | Tempo     |
| ---- | ----------------- | ---------- | --------- |
| 1    | Alexis Vuillermoz | AG2R La M. | 17h26'42" |
| 2    | Elie Gesbert      | Fortuneo   | s.t.      |
| 3    | Francesco Gavazzi | Androni    | a 19"     |
| 4    | Julien Simon      | Cofidis    | a 28"     |
| 5    | Lorenzo Rota      | Bardiani   | a 29"     |
| 6    | Lilian Calmejane  | Direct Én. | a 35"     |
| 7    | Romain Sicard     | Direct Én. | a 40"     |
| 8    | Mauro Finetto     | Delko      | a 47"     |
| 9    | Marco Minnaard    | Wanty      | a 50"     |
| 10   | Hubert Dupont     | AG2R La M. | s.t.      |